# Geheimoperation Aleppo

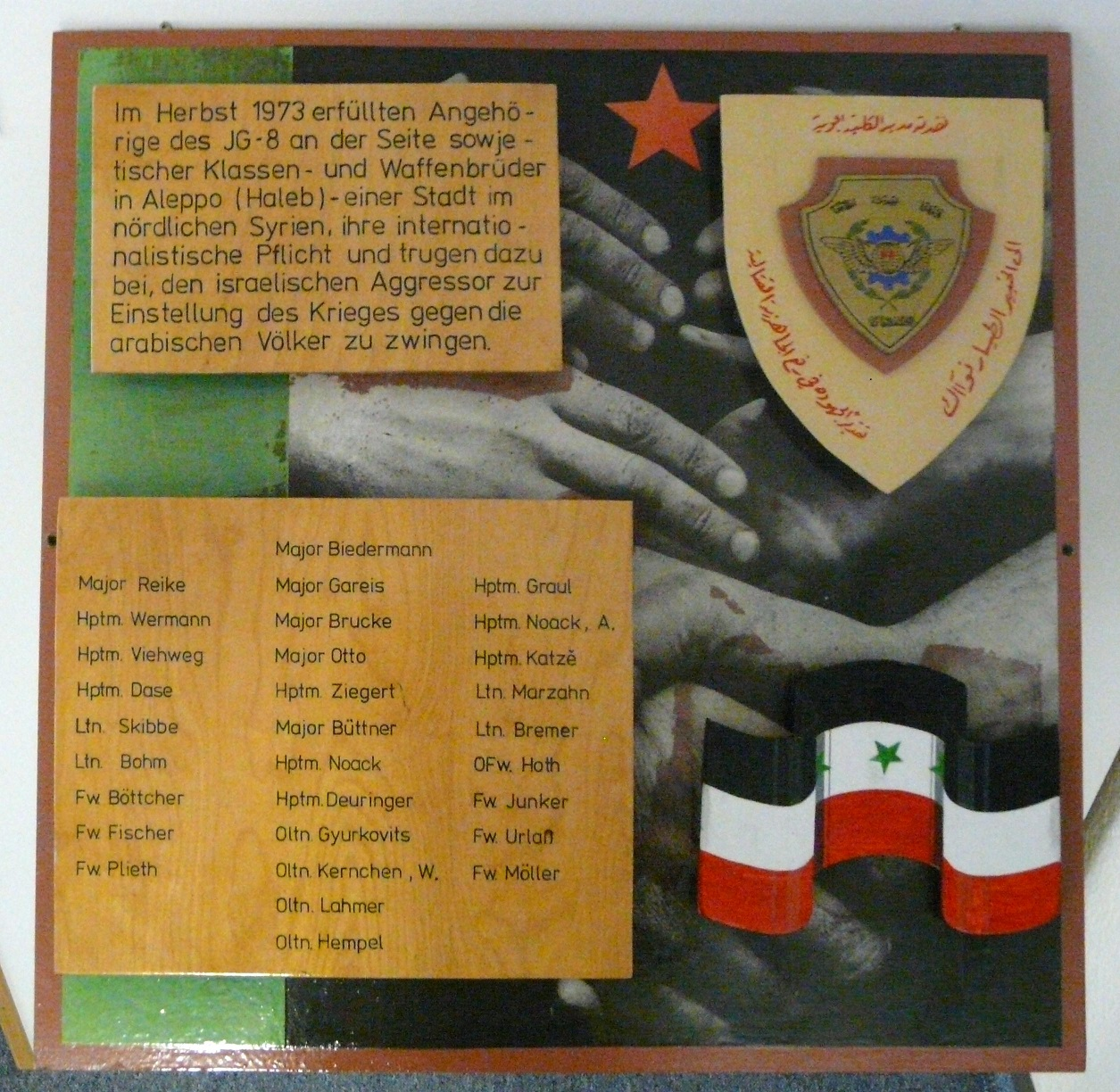
Schautafel aus dem ehemaligen Traditionszimmer des JG-8, heute im Flugplatzmuseum Cottbus

Mit der Geheimoperation Aleppo stellte die DDR der arabischen Seite im Jom-Kippur-Krieg militärisches Gerät und Personal zur Verfügung.

## Politische Lage

### Ausgangssituation und Entwicklung
Im Sechstagekrieg verloren die arabischen Staaten mit der Sinai-Halbinsel, dem Gazastreifen, dem Westjordanland, den Golanhöhen und der Altstadt von Jerusalem die Kontrolle über große Gebiete an Israel. Bis zum 11. Juni 1967 wurde das letzte Waffenstillstandsabkommen unterzeichnet.
Die Führer acht arabischer Staaten legten sich in der Khartum-Resolution jedoch am 1. September 1967 auf eine Fortsetzung des Kampfes gegen Israel fest.

### Beziehungen der DDR mit den arabischen Staaten
Bereits 1969 bot die DDR unter Walter Ulbricht militärische Unterstützung und die Entsendung von Freiwilligen nach Syrien an. Dieses Angebot ging indirekt über die sowjetische Führung und wurde dort zunächst abgelehnt. Anfang der 1970er-Jahre kam es zu einer weiteren Vertiefung der politischen und militärischen Beziehungen der DDR mit den arabischen Staaten. Bereits 1971 ließ der Vizepräsident der Vereinigten Arabischen Republik, Ali Sabri, eine DDR-Delegation wissen, dass militärische Aktionen gegen Israel geplant seien. Bereits unmittelbar vor Beginn der Kampfhandlungen hatte die DDR am 23. September Handwaffen, wie etwa Sturmgewehre vom Typ Kalaschnikow, im Hafen Latakia an Syrien übergeben.

### Angriff auf Israel
Nach einer Absage der arabischen Staaten an Verhandlungen und die Festlegung darauf, die an Israel verlorenen Gebiete auf militärischem Weg zurückzugewinnen, kam es am 6. Oktober 1973 mit dem Angriff Syriens und Ägyptens zum Jom-Kippur-Krieg.

### Kriegsverlauf
Nach dem Überraschungsangriff kam es zu Anfangserfolgen der Araber mit Geländegewinnen auf dem Sinai und den Golanhöhen. Nach der Mobilmachung gelang es der israelischen Armee relativ schnell, die angreifenden Truppen hinter ihre Ausgangsstellungen zurückzuwerfen.

## Haltung der DDR während des Kriegs
Nachdem sich der Kriegsverlauf zunächst zugunsten der arabischen Staaten entwickelte, wurde in der DDR auf Initiative von Erich Honecker zu antiisraelischen Protestveranstaltungen aufgerufen. Die politische Führung der DDR intensivierte ihre Unterstützung, als sich die militärische Lage zugunsten Israels veränderte und auf arabischer Seite enorme Verluste an Menschen und Material erkennbar wurden.
Nachdem ein kleiner Kreis der damaligen DDR-Führung am 5. Oktober 1973 vorab über einen drohenden Angriff Ägyptens und Syriens auf Israel informiert war, und der damalige syrische Staatspräsident Hafiz al-Assad die DDR-Führung später um militärische Hilfe bat, wurde Verteidigungsminister Heinz Hoffmann von Erich Honecker aufgefordert, die Bereitstellung von „Kampftechnik und Munition aus Beständen der Nationalen Volksarmee zur Unterstützung der ägyptischen und syrischen Streitkräfte“ zu prüfen. Am 13. Oktober 1973 übermittelte Hoffmann eine umfangreiche Liste, die von Honecker am folgenden Tag bestätigt wurde.

## Ablauf der Operation

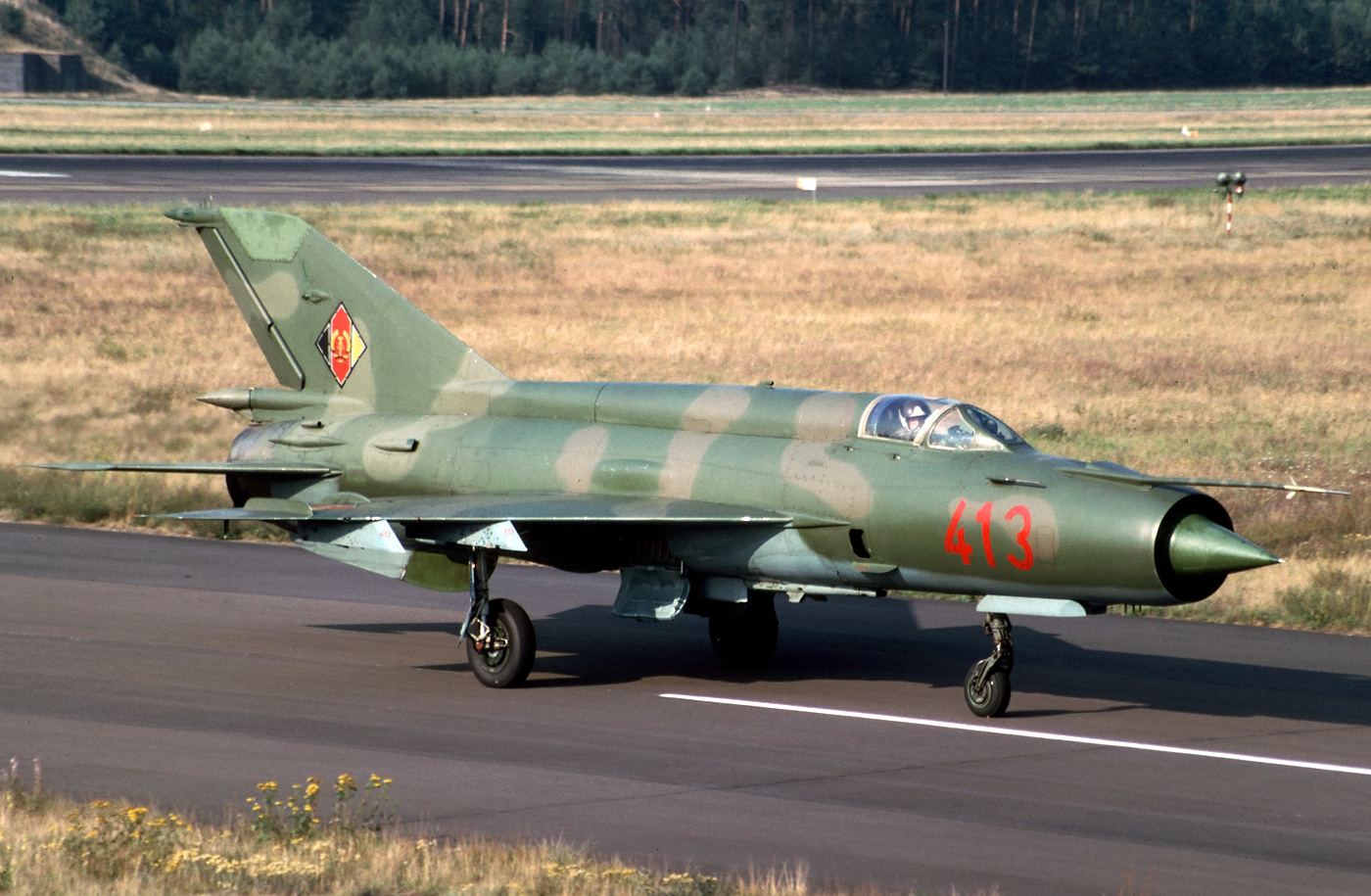
Eine MiG-21M der NVA

Heinz Hoffmann erteilte dem Kommando der LSK/LV am 14. Oktober 1973 den Auftrag, zwölf Abfangjagdflugzeuge vom Typ MiG-21M mit drei Kampfsätzen Munition und Raketen, Bordausrüstung und Bodengeräten bereitzustellen.
Die Maschinen stammten aus dem Bestand des in Marxwalde stationierten Jagdfliegergeschwader 8, das kurz zuvor in „erhöhte Gefechtsbereitschaft“ versetzt wurde. Die Begleitung des Transports übernahmen etwa 40 bis 45 ausgewählte Angehörige des JG-8, darunter 12 Piloten. Die Betroffenen trugen Zivilkleidung bzw. später Phantasieuniformen, die überwiegend aus Uniformteilen der Handelsmarine der DDR bestanden und erhielten Pässe, in denen bürgerliche Berufe angegeben waren.
| Werksnummer | Baujahr | Taktische Nummer NVA LSK | Bemerkung                       |
| ----------- | ------- | ------------------------ | ------------------------------- |
| 0403        | 1968    | 532                      | Erst JG-9, später an JG-8       |
| 0509        | 1969    | 582                      | später als SyAAF 7603 im Dienst |
| 0710        | 1969    | 610                      |                                 |
| 2014        | 1969    | 402                      |                                 |
| 2015        | 1969    | 403                      |                                 |
| 2101        | 1969    | 406                      | später als SyAAF 7602 im Dienst |
| 2102        | 1969    | 407                      |                                 |
| 2105        | 1970    | 412                      |                                 |
| 2107        | 1970    | 414                      |                                 |
| 2108        | 1970    | 415                      | später als SyAAF 7601 im Dienst |
| 2110        | 1970    | 418                      |                                 |
| 2118        | 1970    | 424                      | später als SyAAF 7502 im Dienst |

Die Überführungen der zuvor teilzerlegten MIG-21 sowie u. a. Raketenstartbehälter UB 16, UB 32 und Bodengerät erfolgten vom 18. bis zum 21. Oktober mit insgesamt 16 Flügen durch Antonow An-12-Transportflugzeuge des 226. Selbstständigen Gemischten Fliegerregiments der 16. Luftarmee der sowjetischen Luftstreitkräfte, die aus Gründen der Geheimhaltung als Aeroflot-Maschinen mit Zivilkennzeichen ausgewiesen wurden.
Die An-12 starteten in Richtung Ungarn, wo in Tököl eine Zwischenlandung mit Übernachtung in Budapest erfolgte. Erst hier wurde den Geschwaderangehörigen das tatsächliche Reiseziel, der kurz zuvor noch von Israel angegriffene Flughafen Aleppo mit der Option bekanntgegeben, ohne Folgen für die jeweilige Person vom Einsatz zurücktreten und mit einer Maschine der Interflug die Heimreise antreten zu können, was von allen Beteiligten abgelehnt wurde. Am Zielort angekommen wurde dem technischen Personal ein Shelter für die Montage der Jagdflugzeuge zugeteilt, während die Unterbringung im Hotel „Tourism“ in Aleppo erfolgte. Anstatt der ursprünglichen Hoheitszeichen und Lackierung wurden die Flugzeuge sandfarben und mit syrischen Hoheitszeichen lackiert.
Einer Meldung des damaligen Chefs des Kommando Luftstreitkräfte/Luftverteidigung, Generalmajor Wolfgang Reinhold, vom 29. Oktober 1973 zufolge, erfolgte das Einfliegen mit angehängter Sonderbewaffnung und die Piloten waren vorbereitet, bei Einwirkung des Gegners aktiv zu handeln. Auch report München schilderte später anhand Zeitzeugenaussagen, dass die MIGs vollständig bewaffnet waren, inklusive Raketen.
Noch bevor NVA-Piloten gegen Israel zum Einsatz kamen, begannen Waffenstillstandsverhandlungen und einige Tage später am 25. Oktober 1973 war der Krieg beendet. Eine direkte Konfrontation der Luftstreitkräfte der NVA mit der israelischen Luftwaffe gab es daher nicht. Die syrische Regierung bat darum, dass die Flugzeuge, Piloten und Techniker nach Eintritt des Waffenstillstandes in Aleppo bleiben, was von Erich Honecker abgelehnt wurde. Die NVA-Angehörigen wurden umgehend zurück in die DDR verlegt und die MIG-21 dem syrischen Militär überlassen. Dessen Piloten trugen syrische Uniformen, sprachen aber russisch. Laut Jeffrey Herf liegt die Vermutung nahe, dass es sich bei den Piloten um Jagdpiloten der sowjetischen Luftstreitkräfte handelte.

## Nachwirkungen
Den beteiligten NVA Soldaten wurde nach ihrer Rückkehr vom Ministerium für Nationale Verteidigung am 6. November 1973 im Sitz des Ministeriums in Strausberg Nord bei Berlin die Medaille der Waffenbrüderschaft verliehen. In der späteren Belobigung heißt es: „Besonders hervorzuheben war eine feste Position zum proletarischen Internationalismus und eine klare Klassenhaltung zur Aggression Israels im Oktober 1973 im Nahen Osten.“ ergänzt um eine Formulierung, die lobend die Pflichterfüllung der beteiligten NVA-Angehörigen, an der Seite der sowjetischen Waffenbrüder, beim Zwingen des israelischen Aggressors zur Einstellung des Krieges hervorhob.
Am 30. Oktober 1973 beauftragte Heinz Hoffmann die NVA-Führung, Vorbereitungen für die Teilnahme von NVA-Angehörigen an der United Nations Disengagement Observer Force zu treffen. Die DDR bzw. die NVA wurde nie Teil dieser UN-Mission.
Von den 12 in Syrien verbliebenen MIG-21 wurde bis 1976 bei vier Maschinen eine Hauptinstandsetzung im VEB Flugzeugwerft Dresden vorgenommen. Der Verbleib der restlichen acht Maschinen ist unbekannt.

## Waffenlieferungen anderer Staaten
Die Lieferung von Kampfflugzeugen der NVA an die syrischen Streitkräfte fand im Rahmen eines ursprünglich von der Sowjetunion initiierten Hilfsprogramms statt, in das auch andere Staaten des Warschauer Pakts involviert waren. So lieferten Ungarn, Polen und die ČSSR jeweils zwölf MiG-21 der älteren Version F-13. Die polnischen Flugzeuge stammten vom 4. PLM (Pułk Lotnictwa Mysliwskiego, Jagdfliegerregiment) in Goleniów, die ungarischen Maschinen wurden zu jeweils vier Stück vom 47. VE (Vadászrepülő Ezred) in Pápa, vom 59. VE in Kecskemét und dem 31. HVE (Honi Vadászrepülő Ezred, Heimatverteidigungsregiment) in Taszár abgegeben. Die elf bis zwölf tschechoslowakischen MiG-21F-13 waren zum größten Teil Lizenzbauten Avia S-106. Der Abschlussbericht der JG-8-Angehörigen erwähnt ein gutes Verhältnis und eine gute Zusammenarbeit zwischen der deutschen und polnischen Spezialistengruppe in Aleppo.